# Chiesa di Santo Stefano Protomartire (Mariano Comense)
La chiesa prepositurale di Santo Stefano Protomartire è la parrocchiale di Mariano Comense, in provincia di Como ed arcidiocesi di Milano; fa parte del decanato di Cantù-Mariano Comense.

## Storia
È probabile che l'originaria chiesa di Mariano, sorta durante il V secolo, sia stata riedificata nel IX secolo, anche se la prima citazione che ne certifica l'esistenza è da ricercare in un documento più tardo risalente al 1068. Delle originarie strutture non resta tuttavia alcunché di visibile. La parte più bassa del campanile rimane a testimonianza della fase romanica della chiesa, periodo in cui sarebbero state costruite anche tre absidi un tempo localizzate all'esterno dell'odierna facciata: l'orientamento della chiesa venne infatti invertito nel corso dei secoli, cambiamento che risultava già essere avvenuto nella seconda metà del Cinquecento.

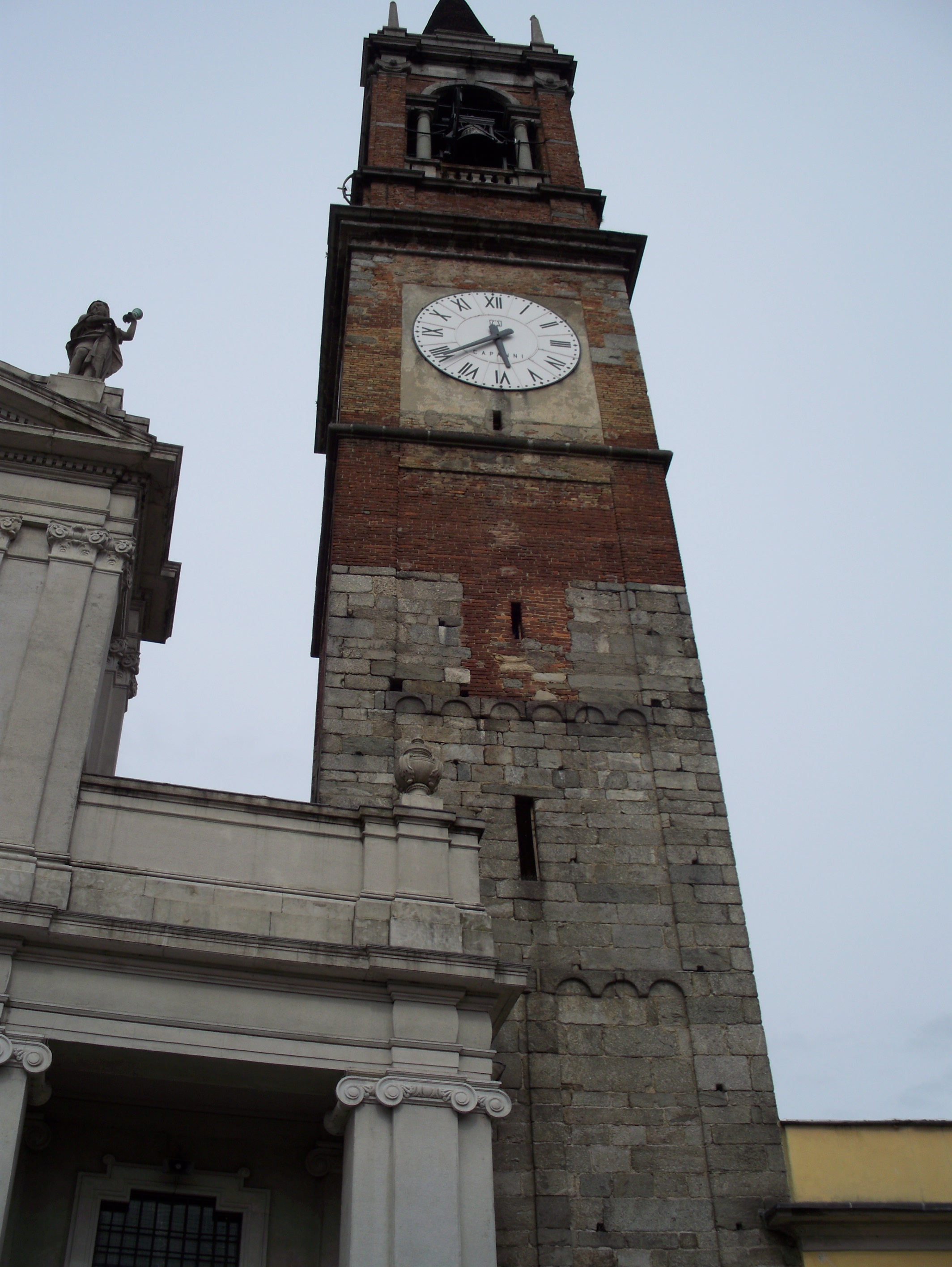
Il campanile

Grazie al Liber Notitiae Sanctorum Mediolani, scritto sul finire del Duecento da Goffredo da Bussero, si conosce che la pieve marianese aveva come filiali le chiese di Sant'Agata, di San Giovanni Battista, di Santa Maria, di San Maurizio, di San Zenone e di Santa Valeria sempre a Mariano, di Perticato, d'Inverigo, d'Aquitio, di San Nazaro, di San Pietro d'Arosio, di Brenna, di Bigoncio, di San Bartolomeo e di San Zenone a Carugo, di Coliate, di Cremnago, di Gattedo, di Ghiano, di Lambrugo d'Olgelasca, di Pozzolo e di Romanò.
Nella Notitia Cleri del 1398 si legge che la canonica marianese ospitava, oltre al prevosto, undici canonici e che la pieve esercitava la sua influenza sulle cappelle di Arosio, Brenna, Inverigo, Carugo, Gattedo, Ghino, San Martino di Cabiate, San Michele di Romanò, Villa e Cremnago.
Nel 1583, dopo che nel 1570 l'arcivescovo Carlo Borromeo aveva visitato la pieve, iniziarono le pratiche per il rifacimento della chiesa; i lavori iniziarono nel 1589 e terminarono nel 1606, mentre le decorazioni vennero ultimate nel 1645. La riconsacrazione dell'edificio sacro avvenne il 25 luglio 1645. Sempre in epoca post-tridentina la pieve fu messa a capo del nuovo vicariato foraneo di Mariano.
Dalla relazione della visita pastorale del 1762 dell'arcivescovo Giuseppe Pozzobonelli s'apprende che v'era un collegio di sette canonici e che all'interno della pieve, che aveva come filiali gli oratori di San Maurizio Martire e di San Rocco, avevano sede le confraternite del Santissimo Sacramento, del Santissimo Rosario e della Dottrina Cristiana, consorzio del Suffragio dei Morti e la società della Santissima Croce.
Nella Nota parrocchie Stato di Milano del 1781 si legge che al censimento dell'anno precedente, i fedeli erano 2144 e che il beneficio parrocchiale era di circa 1620 lire.
Nella seconda metà del XIX secolo la chiesa fu oggetto di alcuni interventi di rifacimento e rimaneggiamento che interessarono la volta nella navata centrale e il presbiterio.
Nel 1900 l'arcivescovo di Milano Andrea Carlo Ferrari, compiendo la sua visita pastorale, trovò che il reddito ammontava a 1432 lire e che la pieve, in cui aveva sede la confraternita del Santissimo Sacramento e che era a capo dell'omonimo vicariato foraneo, aveva alle sue dipendenze la chiesetta dell'Assunzione di Santa Maria e San Rocco e gli oratori di Sant'Anna, di San Francesco, di Sant'Alessandro in località Perticato e di San Giorgio, che il numero dei fedeli era pari a 6700 e che a servizio della cura d'anime vi erano il parroco e tre coadiutori, di cui uno sussidiario. Nel 1914 la facciata crollò e, allora, fu ricostruita e terminata nel 1917.
Nel 1953 l'edificio fu oggetto di un restauro che interessò il tetto e le pareti, sia internamente che esternamente.

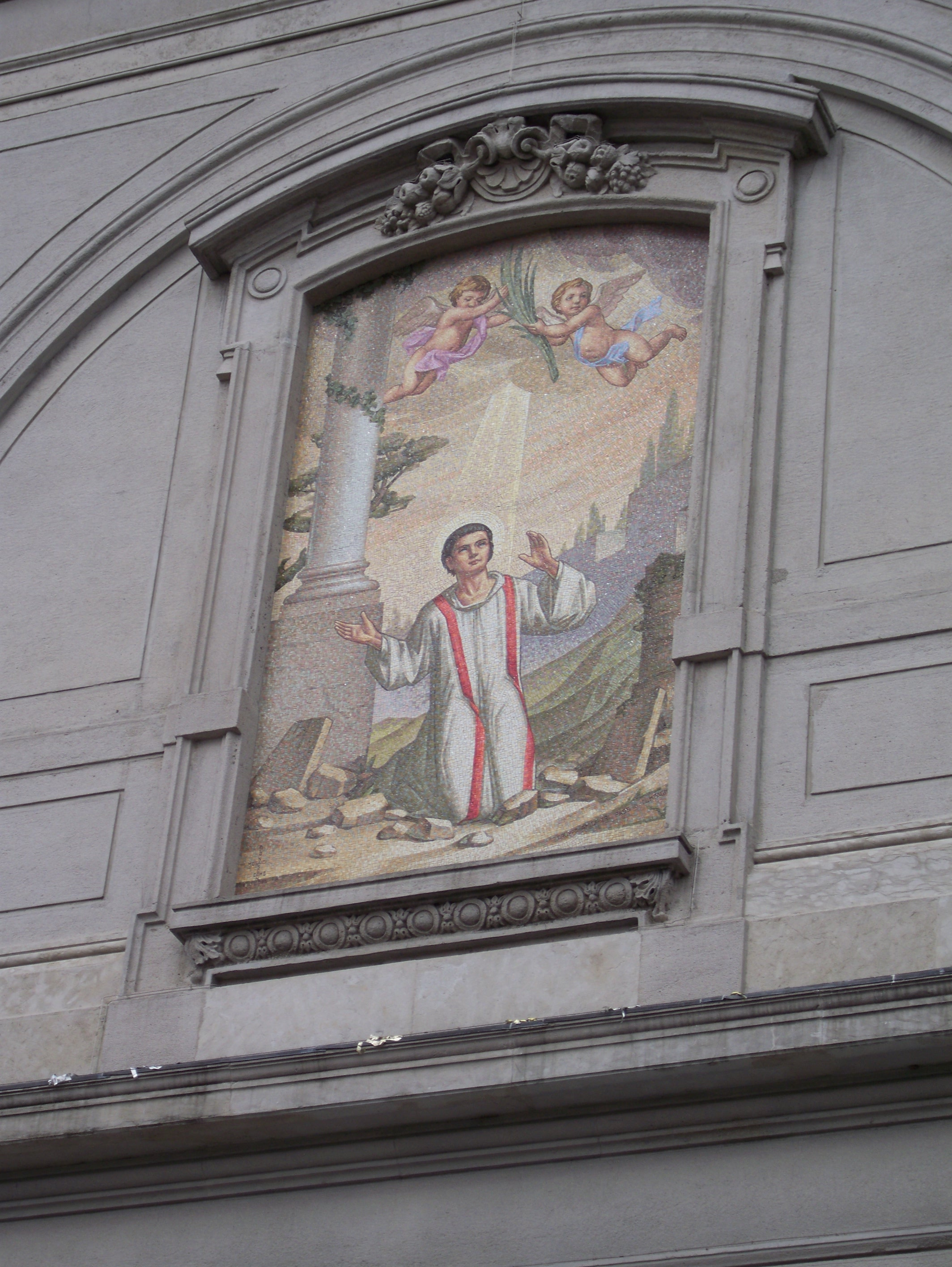
Il mosaico della facciata

Nel 1972, con la soppressione del vicariato marianese in seguito alla revisione territoriale della diocesi, la chiesa entrò a far parte del decanato di Cantù.

## Descrizione

### Esterno
La facciata della chiesa è suddivisa da una cornice marcapiano in due registri; quello inferiore, di maggior larghezza, presenta il portale maggiore, anticipato da un piccolo protiro sormontato da un timpano semicircolare, e i due portali laterali, arretrati rispetto a quello centrale e sovrastati da altrettante finestre, mentre quello superiore, coronato dal frontone triangolare ai cui vertici sono collocate la statue ritraenti Santo Stefano, la Speranza e la Fede, è caratterizzato dal mosaico avente come soggetto Santo Stefano Protomartire.

### Interno
L'interno dell'edificio, in stile barocco, è suddiviso da colonne sorreggenti archi a tutto sesto in tre navate; la centrale, più alta, è coperta da volte a botte, mentre sulle laterali si affacciano le quattro cappelle di San Giuseppe, della Madonna del Rosario (che conserva un ciclo di quadri attribuiti ai Fiammenghini), del Crocifisso e dello Spirito Santo e Dodici Apostoli. Al termine dell'aula si sviluppa il presbiterio, introdotto dall'arco trionfale, sopraelevato di quattro gradini e chiuso dall'abside di forma semicircolare. Tra gli stucchi che ornano sia le navate sia il presbiterio spiccano le statue dedicate ai primi quattro Dottori della Chiesa, opere risalenti al XVIII secolo.